# Guido Guinizelli

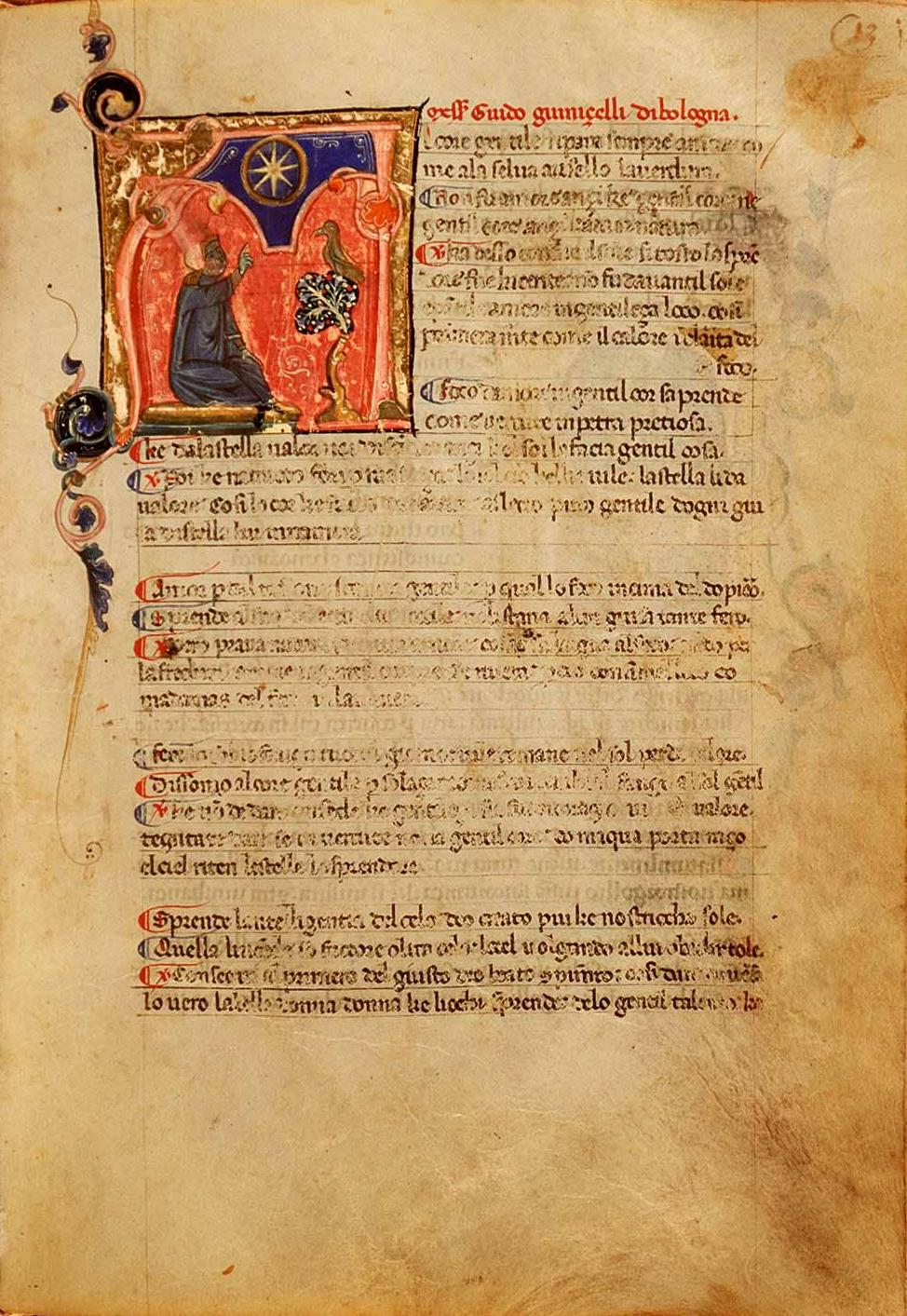
Al cor gentil repara sempre amore

Guido Guinizelli (1230/1240 - ca. 1276) was een Italiaanse dichter, de eerste die schreef in de dolce stil nuovo, waardoor men hem als de grondlegger van deze stroming ziet.
Guinizelli ontwikkelde zich van een volgeling van de stijl van Guittone naar een volgeling van de Siciliaanse school, maar omdat hij deze te koud voor zijn emoties vond, begon hij zelf te experimenteren met een nieuwe stijl, de latere dolce stil nuovo.
Snel begon zijn stijl navolgers te vinden, onder wie Dante Alighieri, die hem beschouwde als zijn grootste voorbeeld:
...quand' io odo nomar sé stesso il padre
mio e de li altri miei miglior che mai
rime d'amor usar dolci e leggiadre...
(Purgatorio, XXVI 97-98).
De belangrijkste thema's van zijn stijl kunnen gevonden worden in Al cor gentil repara sempre amore: de vrouw als meer dan een liefde alleen, vaak metaforisch vergeleken met de zon.
Guinizelli's werk kenmerkt zich door een groot introspectief, psychologisch inzicht. Zijn hoofdwerken zijn: Al cor gentil repara sempre amore, Voglio del ver la mia donna laudare en Vedut'ho la lucente stella Diana.
- Bibsys: 90604804
- Bibliothèque nationale de France: cb12159526w (data)
- Gemeinsame Normdatei: 118543512
- International Standard Name Identifier: 0000 0001 1816 0684
- Library of Congress Control Number: n80116984
- Nationale Bibliotheek van Tsjechië: jn20000700644
- Nationale Bibliotheek van Israël: 987007276770105171
- Nationale en Universitaire bibliotheek Zagreb: 000214442
- Nederlandse Thesaurus van Auteursnamen: 068629877
- Réseau des bibliothèques de Suisse occidentale: 02-A003330651
- Istituto Centrale per il Catalogo Unico: CFIV034837
- Système universitaire de documentation: 030114233
- Virtual International Authority File: 64045504
- WorldCat: E39PBJt8fr9JRcbgkCp3kD4H4q